# Kenning
En kenning är ett formgrepp ofta använt i äldre diktkonst, till exempel i biblisk, anglo-saxisk och fornnordisk poesi, särskilt i skaldediktningen. Kenningen liknar det stående epitetet i den grekiska diktningen och är en omskrivning för något, ibland förskönande, ibland avsett att ge ett eftertryck åt det som sagts, så att läsare eller åhöraren lägger märke till och kommer ihåg det. En kenning är en kombination av två begrepp, till exempel "Frejas tårar" för guld, och skiljer sig därigenom från en heiti, som är en poetisk synonym (t.ex. "springare" för "häst")
Genom att använda kenningar hade skalderna möjlighet att variera språket och anpassa texten till versmåttet. I den bibliska poesin, som inte använder versmått, är det enbart till för att förhöja intrycket. Den mest kända formen av kenning är omskrivningar i genitiv, såsom de nedan exemplifierande. Kenningar kan dock också bygga på metonymi och synekdoke. Det stora antalet kenningar kan medföra svårigheter för den som ska översätta, eftersom det ofta finns flera möjliga tolkningar av samma kenning. 
Så kan till exempel:
- Oden omskrivas som Allfader eller Valfader, ungefär "stridens herre"
- vargen få namnet Gunns häst, det vill säga valkyrian Gunns häst
- havet kallas valens väg
- skepp benämnas segelhäst
- blod benämnas svärdets å eller korpens vin
- korp benämnas likgök
- skatt benämnas fafnersbädd (då drakar såsom Fafner ju ofta ligger på skatter).

Det är även möjligt att kombinera flera kenningar: Frejas ögonbryns regn betyder Frejas tårar vilket betyder guld.
Kenning kan även förekomma för att beskriva arvets lärdomar. Det omedvetna som påverkar eller påvisar medfödd kunskap.
Det har föreslagits att man skall se kenningen som en gåta som omvandlats till ett påstående. 
Exempel: 
- Vad är valens väg? Svar: havet.
- Vad är min mannakrafts första frukt? Svar: det första barnet.

Kenningen bör inte förväxlas med heiti, som är en poetisk synonym.